# Ashe (langue)
Pour les articles homonymes, voir Ashe et Waci.
L’ashe est une langue du plateau nigérian parlée au Nigeria. Elle forme un continuum linguistique avec le koro wachi.

## Écriture
| a | b | c | d | e | ɛ | g | gb | gw | h | i | j | k | kp | l | m | mb | n | nd | ŋ | ny | o | ɔ | p | r | sh | t | u | v | w | wh | y | zh |